# Pizza bianca
La pizza bianca è un piatto italiano tradizionale di Roma. È un impasto soffice e cotto al forno a base di farina di grano tenero, acqua, sale, malto, lievito di birra e olio che viene spesso farcito con salumi e formaggi a piacere. Se ne consiglia il consumo appena sfornata.

## Storia
La pizza bianca romana nacque anticamente su iniziativa di alcuni fornai che idearono un impasto di semplice lavorazione da infornare direttamente con la pala. Prima gli schiavi, e poi gli operai e i contadini, farcivano l'alimento con i fichi (le umili origini dell'alimento portarono infatti alla nascita del noto detto "mica pizza e fichi"). Dal momento che il prosciutto era un alimento destinato alle classi più agiate, venne aggiunto solo in tempi più recenti fra gli ingredienti tradizionali che fungono da farcitura per la pizza bianca.
Nel 2019, la "pizza bianca romana alla pala del fornaio" venne inserita fra i Prodotti agroalimentari tradizionali italiani nella categoria "Paste fresche o prodotti della panetteria, biscotteria, pasticceria e confetteria". La pizza bianca è oggi considerata un classico della cucina romana ed è un cibo da strada spesso consumato con la mortadella.